# Piloto (Almacén 13)
«Pilot» (en español: «Piloto») es el primer episodio de la serie de televisión Almacén 13 de Syfy. Se emitió por primera vez el 7 de julio de 2009 y fue escrito por Brent Mote, Jane Espenson y David Simkins y dirigido por Jace Alexander.

## Sinopsis[1]
Los agentes especiales Pete Lattimer y Myka Bering no podían ser más diferentes. Pete es informal y tiene un enfoque instintivo del trabajo, mientras que Myka es más meticulosa y sigue estrictamente las reglas. Cuando un evento organizado por el Presidente obliga a Pete a trabajar bajo las órdenes de Myka, un problema con la pieza central de la exposición - una Piedra de Sangre Azteca - Pete es suspendido, mientras que Myka disfruta del agradecimiento del Presidente. Por si la noche no fuera lo suficientemente extraña para Pete, cuando llega a casa se encuentra con la misteriosa Sra. Frederic esperando para darle un nuevo trabajo en Dakota del Sur...donde se encuentra nada menos que con Myka! El vigilante del Almacén, Artie Nielson, los saluda, Pete le reconoce como el hombre que se llevó la reliquia de la noche anterior y desapareció sin dejar rastro. Artie explica que el objeto en cuestión está ahora propiedad del Gobierno de los EE. UU. Bienvenidos al Almacén 13.
Convencida de que todo ha sido un error, Myka contacta con su superior Daniel Dickinson, quien le confirma que la orden de transferencia está por encima de él. Dentro del Almacén, Artie les guía por el almacén enseñándoles los estraños artefactos, misteriosas reliquias y fantasmagóricos objetos que ha recogido el Gobierno de los EE. UU. Artie les explica que su trabajo consiste en buscar cualquier cosa que amenace con arruinar el mundo...nuetralizarlo si es necesario, y traerlo de vuelta al Almacén. Capturar, empaquetar y etiquetar.
A la mañana siguiente, Artie queda con el nuevo equipo en el Bed & Breakfast de Leena (una casa acogedora que sirve de base para los agentes del Almacén), y les da su primera tarea. Un estudiante de Iowa, Cody Thomas, que inusitadamente golpeó a su novia. Bajo la sospecha de que un artefacto podría ser responsable, Artie envía a Pete y Myka a investigar. Antes de que se vayan, les da una lista de preguntas, un frasco de neutralizador (una sustancia viscosa púrpura que desactiva los objetos paranormales); un Farnsworth para comunicarse por video en las dos direcciones (inventado por Philo Farnswoth en 1929), y un pistala de rayos inventada por Tesla.
El dúo llega a Iowa para interrogar a Cody. Él dice que no puede recordar nada, pero de repente empieza a hablar en italiano antiguo y se pone muy violento. Como no pueden traducir la frase completa, Artie les sugiere a Pete y Myka que busque a alguien en la universidad que pueda traducirlo. El Profesor Edward Marzotto traduce la frase como "Si la gente supiera el motivo de mi miedo, podrían comprender mi dolor". Pero no todo es lo que parece, porque una vez que la pareja sale de su oficina, Marzotto saca un libro de cuero antiguo escondido en sus estantes. Dentro hay una inscripción de la frase que acaba de traducir.
Justo después de oír la traducción, Artie lleva rápidamente a su oficina un retrato de Lucrezia Borgia (uno en el que ella usa una peineta de joyas) del Almacén. Mientras tanto, Myka y Pete visitan a Emily, la novia de Cody, que les informa que la única vez que ha oído a Cody hablando italiano fue la noche de su pelea. Poco tiempo después, tras una breve reunión con una silueta desconocida, Marzotto para frente a una gasolinera, donde empieza a hablar italiano después de que inexplicablemente se echara gasolina por encima y se prendiera fuego.
Al oír las sirenas, Pete y Myka se quedan a mitad de la conversación. Siguen el sonido y se encuentran con los restos carbonizados de Marzotto. Pete, desconcertado, le dice a Myka que cuando tenía 12 años, su padre, un barbero, se iba a ir a trabajar cuando tuvo el presentimiento de que no se volverían a ver. Trágicamente, su padre murió en un incendio esa noche. Desde entonces, cuando Pete tiene un presentimiento, lo sigue. Lleva la insignia de su padre como un talismán.
Pete y Myka deciden revisar la oficina de Marzotto, donde encuentran el antiguo libro y descubren que es realmente una caba de madera vacía. Cuando mestán a punto de salir, Lorna Soliday (Sherry Miller), abogada y madrina de Cody, entra. Soliday le imforma de que Emily ha retirado los cargos contra Cody. Pete y Myka salen con Soliday para burcar a Cody y a Emily en una fiesta para el Maquiavelo donde tocará La Mandrágora. En el coche, Soliday vuelve cada vez más peculiar, y Pete se da cuenta de que lleva una peineta con joyas en el pelo. Pete le sugiere a Myka para el coche al tiempo que Soliday comienza a recitar la frase en italiano y agarra el vaolante, estrellando el coche.
Maky recupera la consciencia y saca a Pete de los restos del coche, pero Soliday ha descaparecido. Pete le dice a Myke que Soliday llevaba una peineta con la forma del hueco de la caja en la que ponía la frase, y entonces Artie les llama por el Farnsworth y le informa de que tiene que buscar una peineta con joyas que coincide con la del retrato. Artie les explica que la peineta, hecha por mun alquimista, perteneció a Lucrezia Borgia. La frase en italiano es una gatillo fonético. Al darse cuenta de que Solkiday quiere a Cody, y por tanto quiere que Emily se vaya, Pete y Myka se dirigen a la fiesta.
Cuando llegan, Soliday está en el escenario, sujetando la peineta en alto y la gente está atrapada por su poder. Cuando Pete intenta detenerla, Cody le golpea, dejando la pistola fuera de su mano. Myka saca su pistola, pero se distrae cuando Soliday le pregunta "¿De verdad rejarías que tu amante muriera por una oportunidad de gloria?" La pregunta afecta a Myka, y esta es la única distracción que Soliday necesita. Ella utiliza el poder de la peineta sobre Myka, que se apunta a la barbilla con la pistola. Reaccionando rápido, Pete dispara a Myka con la Tesla. Luego apunta a Cody a Soliday, pero Cody le quita la pistola. Cody aprieta el gatillo - Click!
Afortunadamente, Pete había quitado la munición. Myka, ya liberada, aprovecha el momento para coger la Peineta Borgia. Mete la peineta en el frasco de nautralizador, del que sale una explosión de luz, rompiendo el hechizo. El mal ha sido detenido. El artefacto ha sido empaquetado. Y los jóvenes amantes se han reunido.
De vuelta en el Almacén, Artie pone la caja y la peineta en una estantería cercana al cuadro de Lucrezia Borgia. En el Bed & Breakfast, Myka habla con Dickinson, que ha hablado con la Sra. Frederic, que le ha dicho que ahora ellos pertenecen al Almacén. Sin embargo, a Myka le han dado una opción - ella puede regresar a Washington o permanecer en su nueva localización. El problema es que Pete no puede regresar. Myka tiene cinco segundo para decidir. Cuatro...Tres...Dos...